# 4706 Dennisreuter
A 4706 Dennisreuter (ideiglenes jelöléssel 1988 DR) a Naprendszer kisbolygóövében található aszteroida. R. Rajamohan fedezte fel 1988. február 16-án.